# ダイヤモンド・アイズ
「ダイヤモンド・アイズ」は、ワーナー・パイオニアから1986年7月7日に発売された少年隊3枚目のシングル。

## 概要
初回プレスは、クリアディスク仕様。
少年隊として1985年のデビュー曲「仮面舞踏会」以来2回目のオリコンチャート首位を獲得した。
B面「レイニー・エクスプレス」は、CDシングルで再発売された際に限り、両A面扱いされていた。他の再発売シングルと異なり“Coupling With”の表記がなく収録曲2曲が同等の大きさで表記されている。「レイニー・エクスプレス」をA面にする案もあったそうだが、「踊れる曲のほうがいいだろう」ということで、「ダイヤモンド・アイズ」がA面に決まった。
植草は後日「この歌（の踊り）は難しかった」と述懐。シンコペーションのリズムが取りづらく、しかもサビの始まりで入る歌も難しく、スタッフに“何やってんだよ!”とよく怒られていたそうである。
「ダイヤモンド・アイズ」のリミックス版「Diamond Eyes(Extended Club Mix)」（REMIX：内沼映二、LS-3505）を収録した12インチ・シングル盤がプロモーション用に制作されたが、商品化には至っていない。

## 収録曲
1. ダイヤモンド・アイズ
作詞：川田多摩喜・神田エミ　作曲：長沢ヒロ　編曲：戸塚修
2. レイニー・エクスプレス
作詞・作曲：宮下智　編曲：マーク・ゴールデンバーグ

## 収録アルバム
- BEST OF 少年隊（#1,2）
  - #1はベスト・アルバム・バージョンを収録。
- 少年隊 35th Anniversary BEST（#1,2）
  - #2は通常盤に収録。